# Brélidy
Brélidy [bʁelidi] est une commune française située dans le département des Côtes-d'Armor, en région Bretagne.

## Géographie
| Bégard        | Runan   | Plouëc-du-Trieux |
|               | Brélidy | Landebaëron      |
| Saint-Laurent |         |                  |

### Hydrographie
Pour un article plus général, voir Réseau hydrographique des Côtes-d'Armor.
La commune est située dans le bassin Loire-Bretagne. Elle est drainée par le Jaudy, le Théoulas et le Poirier,,.
Le Jaudy, d'une longueur de 48 km, prend sa source dans la commune de Tréglamus et se jette  dans la Manche en limite de Plouguiel et de Kerbors, après avoir traversé 13 communes. 

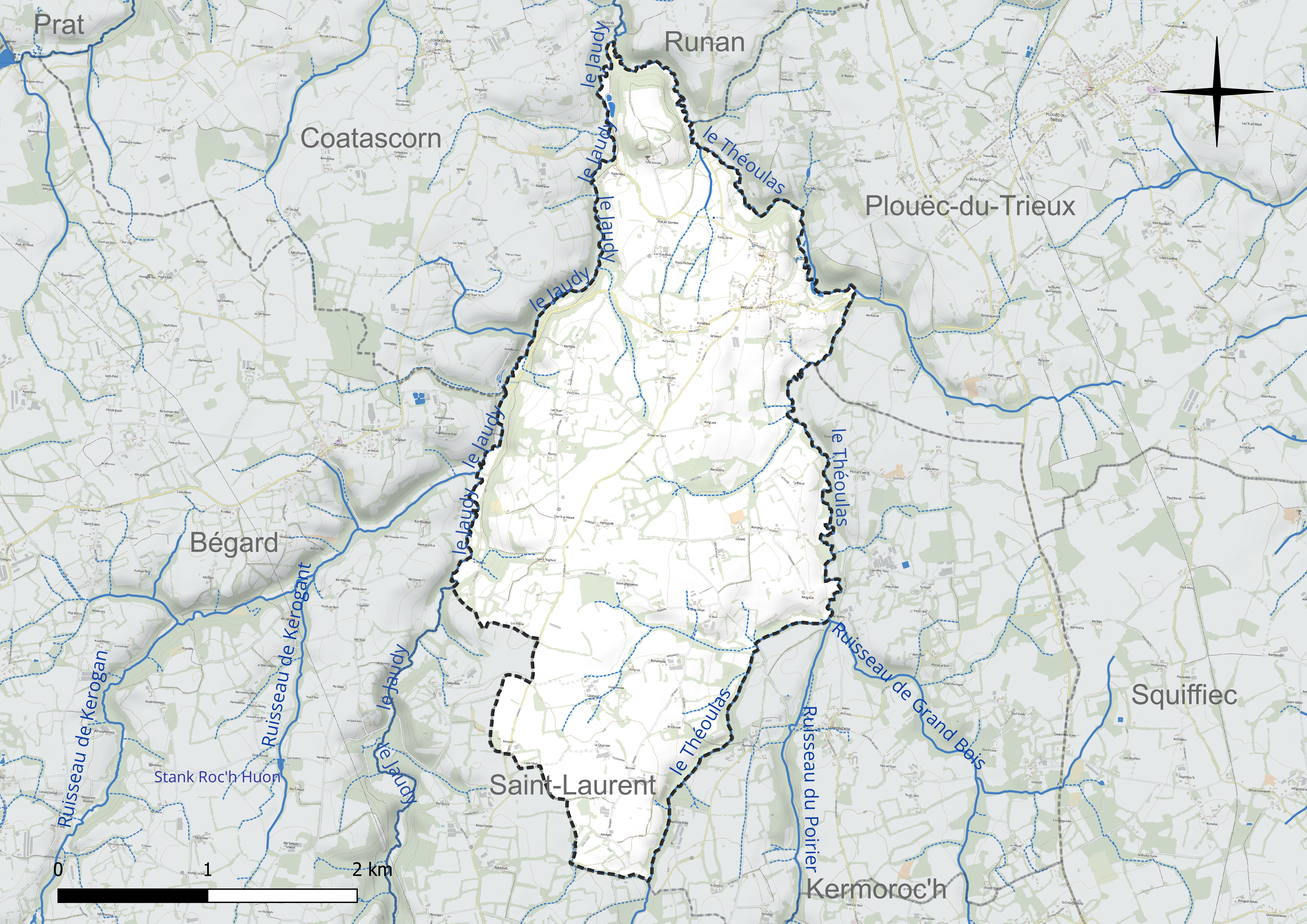
Réseau hydrographique de Brélidy.

Le Théoulas, d'une longueur de 13 km, prend sa source dans la commune de Plouisy et se jette  dans le Jaudy à Coatascorn, après avoir traversé huit communes. 

### Climat
Pour des articles plus généraux, voir Climat de la Bretagne et Climat des Côtes-d'Armor.
En 2010, le climat de la commune est de type climat océanique franc, selon une étude du CNRS s'appuyant sur une série de données couvrant la période 1971-2000. En 2020, Météo-France publie une typologie des climats de la France métropolitaine dans laquelle la commune est exposée à un climat océanique et est dans la région climatique Finistère nord, caractérisée par une pluviométrie élevée, des températures douces en hiver (6 °C), fraîches en été et des vents forts. Parallèlement l'observatoire de l'environnement en Bretagne publie en 2020 un zonage climatique de la région Bretagne, s'appuyant sur des données de Météo-France de 2009. La commune est, selon ce zonage, dans la zone « Intérieur », exposée à un climat médian, à dominante océanique.
Pour la période 1971-2000, la température annuelle moyenne est de 11,2 °C, avec une amplitude thermique annuelle de 10,3 °C. Le cumul annuel moyen de précipitations est de 876 mm, avec 14,9 jours de précipitations en janvier et 7,1 jours en juillet. Pour la période 1991-2020, la température moyenne annuelle observée sur la station météorologique la plus proche, située sur la commune de La Roche-Jaudy à 10 km à vol d'oiseau, est de 11,8 °C et le cumul annuel moyen de précipitations est de 887,1 mm,. Pour l'avenir, les paramètres climatiques de la commune estimés pour 2050 selon différents scénarios d'émission de gaz à effet de serre sont consultables sur un site dédié publié par Météo-France en novembre 2022.

## Urbanisme

### Typologie
Au 1er janvier 2024, Brélidy est catégorisée commune rurale à habitat très dispersé, selon la nouvelle grille communale de densité à 7 niveaux définie par l'Insee en 2022.
Elle est située hors unité urbaine et hors attraction des villes,.

### Occupation des sols
L'occupation des sols de la commune, telle qu'elle ressort de la base de données européenne d’occupation biophysique des sols Corine Land Cover (CLC), est marquée par l'importance des territoires agricoles (83,7 % en 2018), en augmentation par rapport à 1990 (81 %). La répartition détaillée en 2018 est la suivante :
zones agricoles hétérogènes (48,2 %), terres arables (25,9 %), forêts (12,3 %), prairies (9,6 %), zones urbanisées (4 %). L'évolution de l’occupation des sols de la commune et de ses infrastructures peut être observée sur les différentes représentations cartographiques du territoire : la carte de Cassini (XVIIIe siècle), la carte d'état-major (1820-1866) et les cartes ou photos aériennes de l'IGN pour la période actuelle (1950 à aujourd'hui).

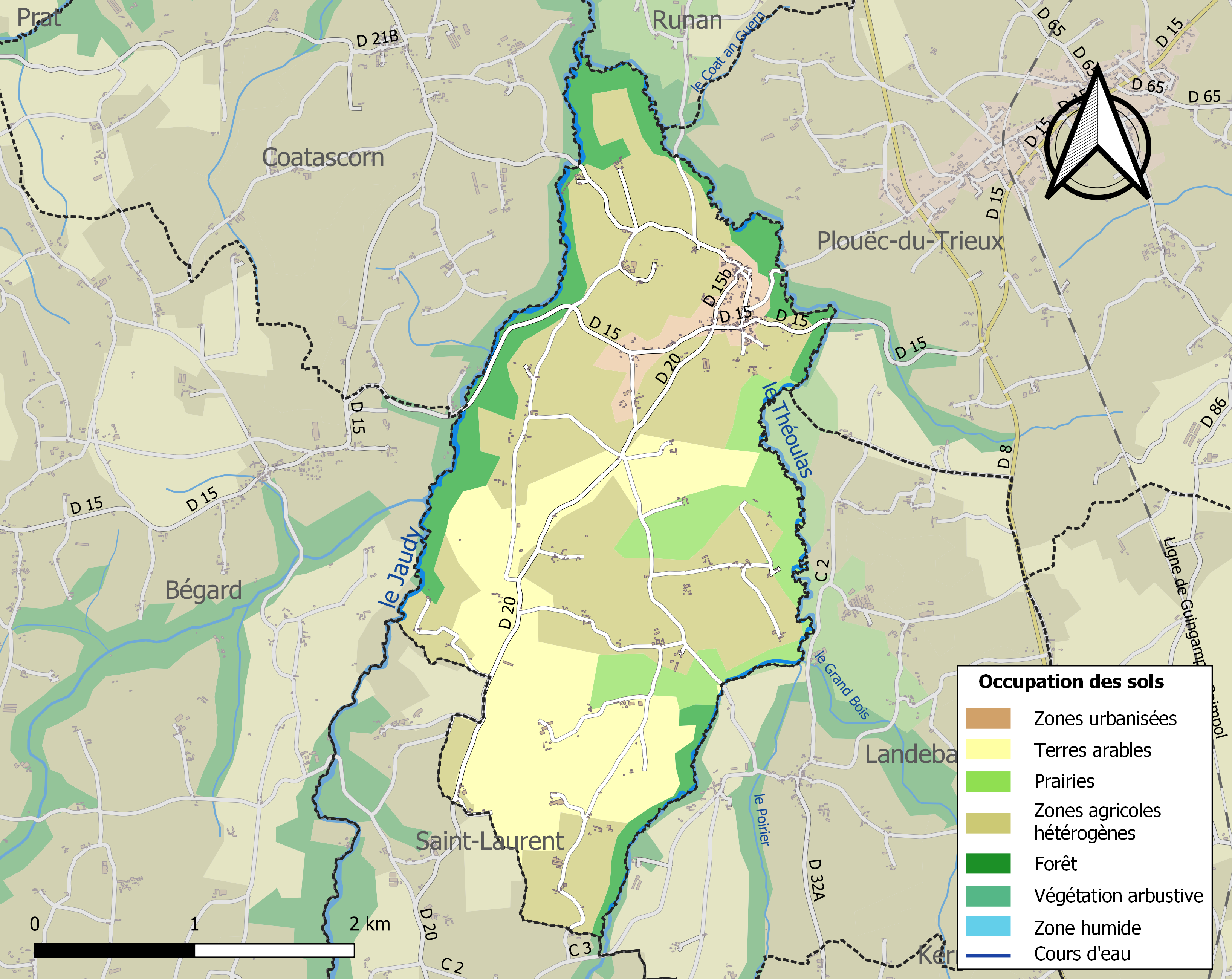
Carte des infrastructures et de l'occupation des sols de la commune en 2018 (CLC).

## Toponymie
Attestée sous les formes Breledy vers 1330, Brellidy en 1342, Breulloudy fin du XIVe siècle, Brelidy en 1414, Breledi en 1461, Breledy en 1464, Brelidy en 1481, Brellidy en 1486, Breledy en 1581, Brélidy en 1790.
Le nom est composé de perle (pâture), qui s'écrit dans le pays vannetais berle ou breli, et de ti  (maison).
En breton, la commune se nomme Brelidi.

## Histoire

### LeXXesiècle

#### Les guerres duXXesiècle
Le monument aux morts porte les noms de 34 soldats morts pour la Patrie :
- 28 sont morts durant la Première Guerre mondiale ;
- 5 sont morts durant la Seconde Guerre mondiale ;
- 1 est mort durant la guerre d'Indochine.

## Politique et administration
| Période                                  | Période                   | Identité                                          | Étiquette | Qualité                                                |
| ---------------------------------------- | ------------------------- | ------------------------------------------------- | --------- | ------------------------------------------------------ |
| Les données manquantes sont à compléter. |                           |                                                   |           |                                                        |
| 1804                                     | 1813                      | Louis le Goas                                     |           |                                                        |
| 1813                                     | 1834                      | Julien Cariou                                     |           |                                                        |
| 1834                                     | 1865                      | Jean-Marie Cariou                                 |           |                                                        |
| 1865                                     | 1892                      | Jean Jacques le Dû                                |           |                                                        |
| 1892                                     | 1911                      | Baptiste Bouget                                   |           |                                                        |
| 1912                                     | 1918                      | Eugène Cozic                                      |           |                                                        |
| 1918                                     | 1924                      | Jean-Louis Rouget                                 |           |                                                        |
| 1924                                     | 1928                      | Auguste Bouget                                    |           |                                                        |
| 1928                                     | mars 1959                 | Eugène Bouget                                     |           | Chevalier de la Légion d'honneur                       |
| mars 1959                                | mars 1971                 | François Le Dû                                    |           |                                                        |
| mars 1971                                | novembre 1991 (démission) | Jean Bouget (1923-1993)                           | DVG       | Agriculteur, maire honoraire (1992)                    |
| novembre 1991                            | juin 1995                 | Henri Bouget                                      | DVG       | Agriculteur Vice-président de la CC du Trieux          |
| juin 1995                                | janvier 2004 (démission)  | Pierre-Yves Pérennes                              | PS        | Receveur de la Poste Vice-président de la CC du Trieux |
| janvier 2004                             | novembre 2005             | Eugène Le Creurer (1937-2014)                     | UMP       | Agriculteur                                            |
| novembre 2005                            | En cours (au 25 mai 2020) | Pierre-Marie Garel Réélu pour le mandat 2020-2026 | DVD       | Manager de rayon retraité                              |

## Démographie
| 1793 | 1800 | 1806 | 1821 | 1831 | 1836 | 1841 | 1846 | 1851 |
| ---- | ---- | ---- | ---- | ---- | ---- | ---- | ---- | ---- |
| 778  | 570  | 824  | 736  | 776  | 808  | 817  | 824  | 805  |

| 1856 | 1861 | 1866 | 1872 | 1876 | 1881 | 1886 | 1891 | 1896 |
| ---- | ---- | ---- | ---- | ---- | ---- | ---- | ---- | ---- |
| 768  | 745  | 778  | 792  | 780  | 706  | 712  | 644  | 660  |

| 1901 | 1906 | 1911 | 1921 | 1926 | 1931 | 1936 | 1946 | 1954 |
| ---- | ---- | ---- | ---- | ---- | ---- | ---- | ---- | ---- |
| 618  | 658  | 634  | 543  | 528  | 532  | 478  | 453  | 453  |

| 1962 | 1968 | 1975 | 1982 | 1990 | 1999 | 2006 | 2008 | 2013 |
| ---- | ---- | ---- | ---- | ---- | ---- | ---- | ---- | ---- |
| 402  | 357  | 316  | 336  | 325  | 335  | 309  | 301  | 303  |

| 2018 | 2022 | - | - | - | - | - | - | - |
| ---- | ---- | - | - | - | - | - | - | - |
| 294  | 316  | - | - | - | - | - | - | - |

## Lieux et monuments

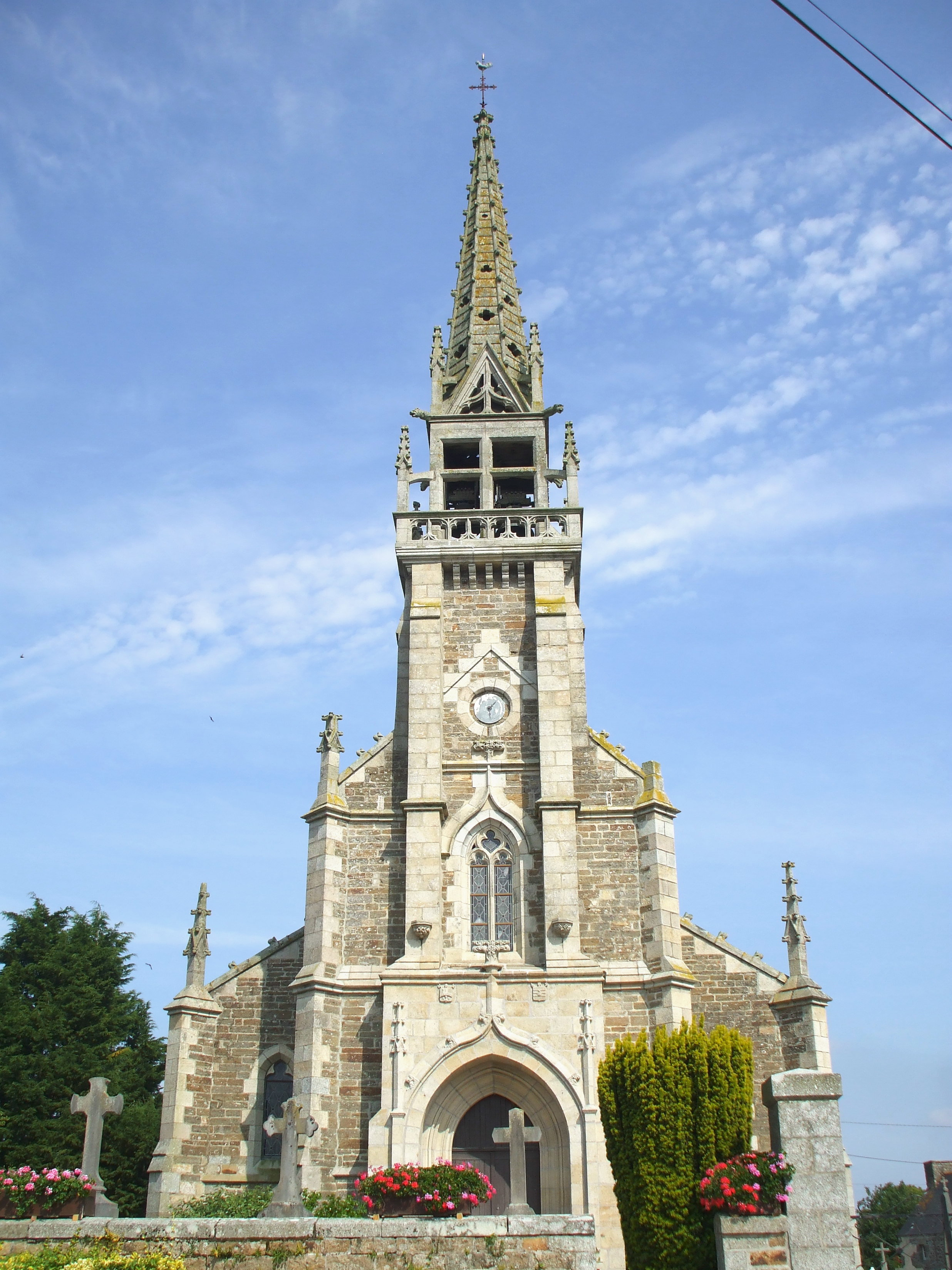
L'église Saint-Colomban.

- Château de Brélidy, XVIe siècle, extérieur visitable de Pâques à la Toussaint
- Manoir de Lezuel
- Manoir de Kerveziou
- L'église Saint-Colomban[29]
- La chapelle de Saint Pabu ou Saint Tugdual de Kerbiquet
- La chapelle du Sacré Cœur en Noblance
- Les croix de Saint-Pabu, du cimetière
- La croix de Lezuel
- La fontaine Saint-Vincent
- Les maisons de Kerouano, de Saint-Tugdual
- La motte féodale de Ty-ar-Bonniec
- La motte féodale de la Chauvaie ou Loquel Hastel